# Fonte del Latte
Fonte del Latte è una fontana che si trova nel territorio del comune Teramo, in Abruzzo.

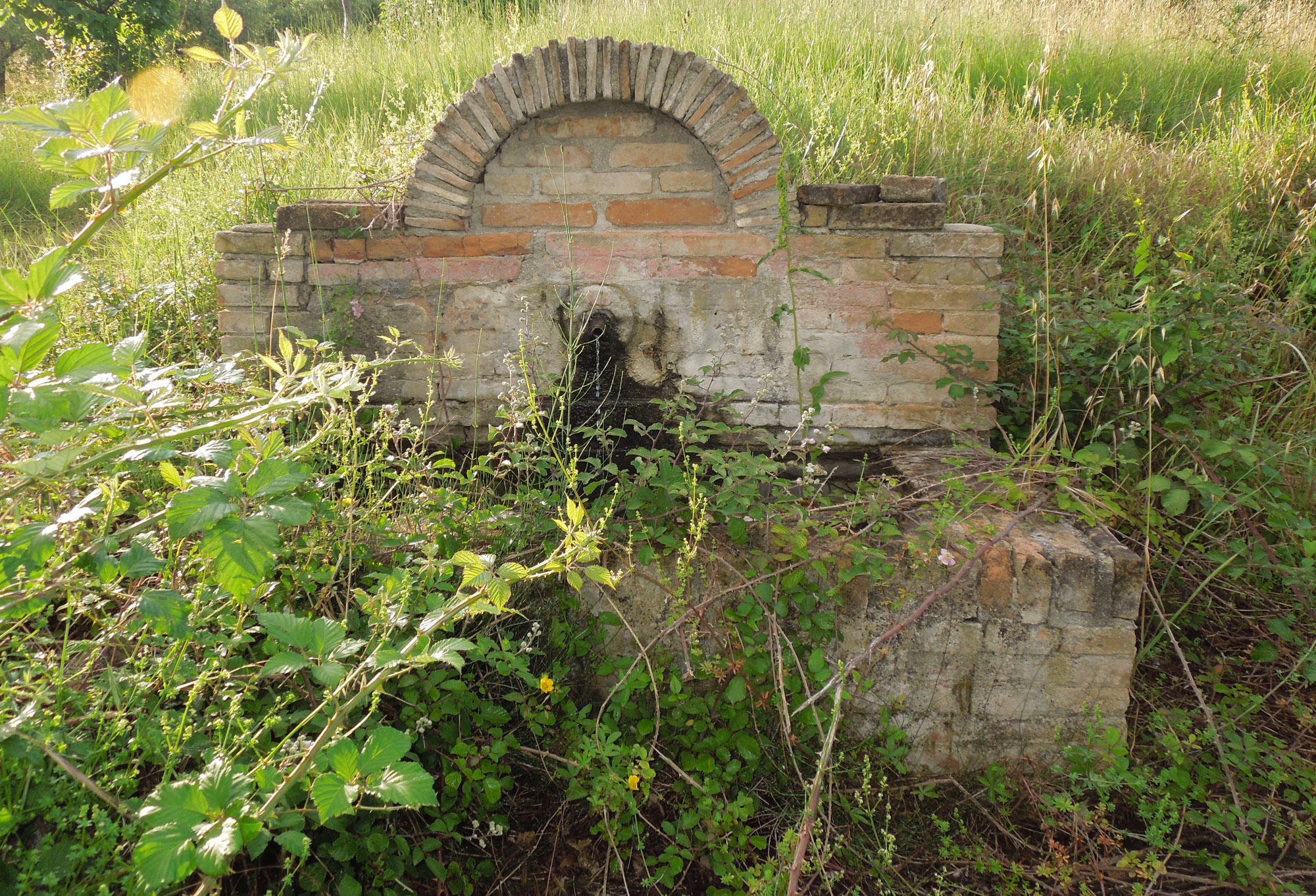
Fonte del Latte di Teramo

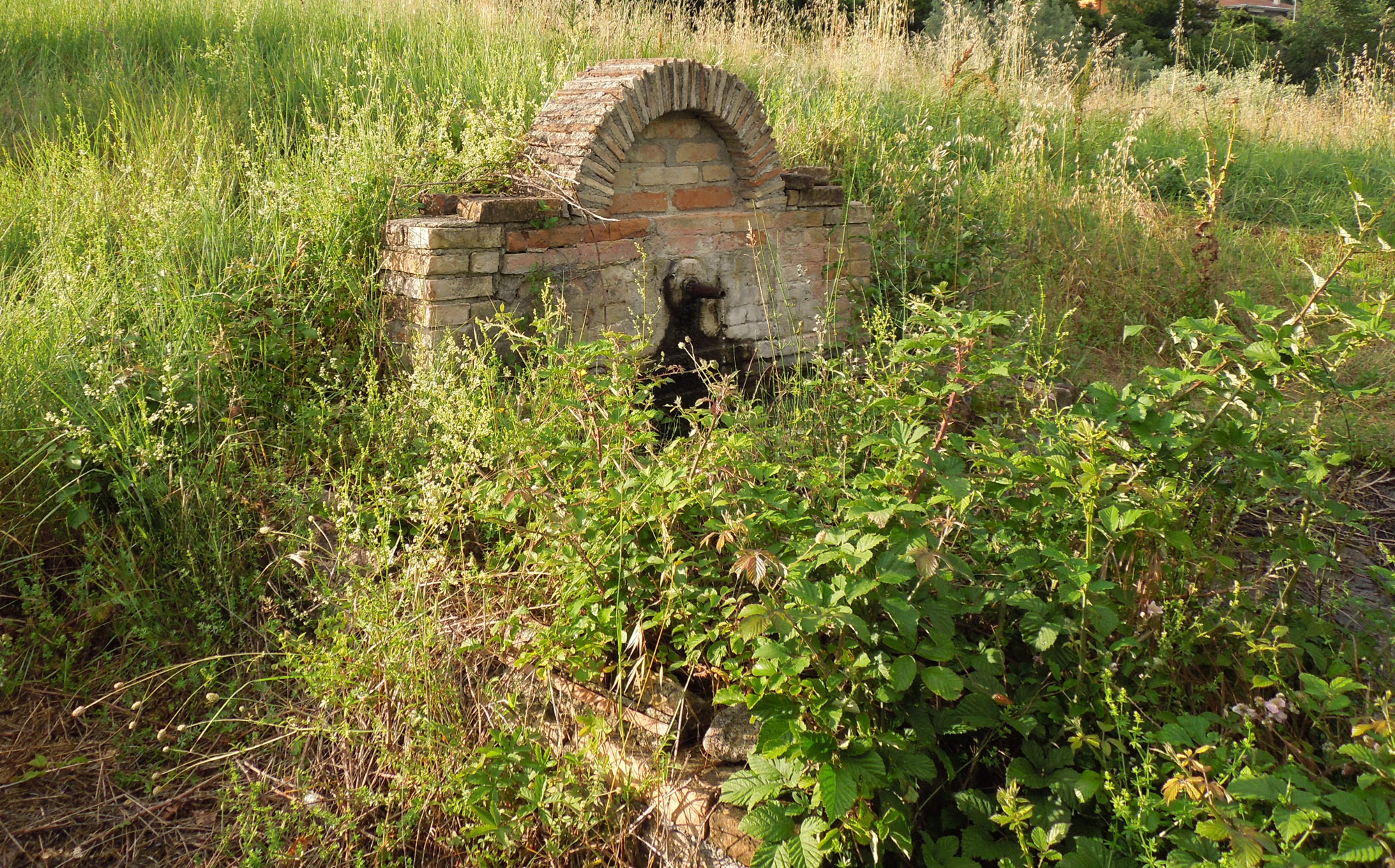
Fonte del Latte con vasca lavatoio che si intravede sul fianco sinistro

Il sito che l'accoglie è un terreno di proprietà privata collocato presso l'omonima contrada che prende il nome dall'antico fontanile, un tempo ubicato sul sentiero che risaliva il torrente Vezzola e conduceva alle frazioni teramane poste più in alto.
Dista circa un chilometro dalla località di Ponte Vezzola, percorrendo via Scalepicchio, strada che prosegue con la SP 50 di Teramo e raggiunge la frazione di Castagneto e garantisce il collegamento con Torricella Sicura.

## Storia
Lo storiografo Niccola Palma, la nomina con l'antico nome di «Fonte Coperta» e la qualifica come una «pertinenza del borgo di Castagneto».
L'impianto della fonte è stato costruito e destinato alla distribuzione di acqua potabile per la zona più alta che circonda la città di Teramo, compresa fra Ponte Vezzola e Castagneto. La piccola fonte, dotata anche di una vasca lavatoio, disposta ortogonalmente sul fianco sinistro, era idonea anche per lavare i panni.
Ha preso la denominazione "del Latte" da una locale consuetudine in uso tra le puerpere fino alla seconda guerra mondiale. La fonte è nota e ricordata nelle tradizioni teramane perché frequentata dalle donne che avevano partorito da poco tempo e usavano bere quest'acqua affinché facesse produrre loro una maggiore quantità di latte.

## Architettura
Fonte del Latte è costruita da modeste, semplici e graziose linee architettoniche. Un piccolo muro di laterizi, interrotto al centro da un arco a tutto sesto, protegge l'appoggio della vasca rettangolare, anch'essa in mattoni, dove si raccoglie la scaturigine dell'acqua. 
Sul fianco sinistro si trova la vasca lavatoio.
Si narra che, in tempi passati, presso questa fonte si trovasse anche una scultura ritraente una donna giunonica con grosse mammelle.